# Onthophagus irianus
Onthophagus irianus là một loài bọ cánh cứng trong họ Bọ hung (Scarabaeidae).